# COVID-19-Pandemie in Japan
Die COVID-19-Pandemie in Japan tritt als regionales Teilgeschehen des weltweiten Ausbruchs der Atemwegserkrankung COVID-19 auf und beruht auf Infektionen mit dem Ende 2019 neu aufgetretenen Virus SARS-CoV-2 aus der Familie der Coronaviren. Die COVID-19-Pandemie breitet sich seit Dezember 2019 von China ausgehend aus. Ab dem 11. März 2020 stufte die Weltgesundheitsorganisation (WHO) das Ausbruchsgeschehen des neuartigen Coronavirus als Pandemie ein.
Seit dem 16. Januar 2020 sind Fälle in dem Land bekannt.

## Fälle
Ein 30-jähriger chinesischer Staatsbürger, der zuvor nach Wuhan gereist war, wo sich die Epidemie bereits ausgebreitet hatte, bekam am 3. Januar 2020 Fieber und kehrte am 6. Januar 2020 nach Japan zurück. Er wurde während einer Krankenhauseinweisung zwischen dem 10. und 15. Januar 2020 positiv getestet. Er hatte möglicherweise engen Kontakt zu einer betroffenen Person in Wuhan. Am 24. Januar 2020 wurde ein zweiter Fall eines chinesischen Staatsbürgers bestätigt, der aus Wuhan zu Besuch war. Am 25. Januar 2020 wurde der dritte Fall, eine Frau aus Wuhan betreffend, bestätigt.
Danach traf Japan wegen der bevorstehenden Olympischen Sommerspiele 2020 in Tokio zusätzliche Vorsichtsmaßnahmen. Am 28. Januar 2020 wurden in Japan die Fälle fünf, sechs und sieben bestätigt, darunter ein Mann, der Wuhan nicht besucht hatte. Der Mann war ein Tourbusfahrer, der Anfang Januar 2020 eine Gruppe aus Wuhan gefahren hatte. Der Reiseleiter für die Gruppe wurde ebenfalls als positiv auf SARS-CoV-2 getestet. Am 29. Januar 2020 wurden ein chinesischer Mann und eine chinesische Frau in den Vierzigern in Aichi und in Hokkaido als positive Fälle bestätigt.
Am 30. Januar 2020 wurden drei japanische Staatsangehörige, die per Rückholflug von Wuhan am Flughafen Tokio-Haneda gelandet waren, positiv getestet. Premierminister Shinzo Abe informierte das Parlament darüber, dass zwei Japaner, die mit derselben Maschine geflogen waren, Tests auf das Virus ablehnten und dass Beamte sie rechtlich gesehen nicht dazu zwingen könnten. Der Fall wurde sodann unter dem Stichwort kensa kyohi (japanisch 検査拒否, ‚Untersuchungsverweigerung‘) kontrovers in der Öffentlichkeit diskutiert. Die zwei betreffenden Passagiere stimmten schließlich doch noch einem Test zu, dessen Ergebnis dann negativ ausfiel.
Während der Olympischen Sommerspiele 2020 gibt es außerdem 10.000 weitere Fälle, von denen einige im Zusammenhang mit der Delta-Variante stehen.

## Statistik

### Tests
Die Prüfkapazitäten in Japan betrugen Mitte März 2020 ca. 7.500 Tests pro Tag, wobei bis Ende dieses Monats eine Steigerung auf 8.000 angedacht war. Tatsächlich wurden zu dieser Zeit durchschnittlich jedoch nur 1.190 Tests pro Tag durchgeführt, sodass bis zum 18. März insgesamt 32.125 Prüfungen (inkl. Mehrfachtests) an 16.484 Patienten stattfanden – was einer Quote von einem unter 7.600 Menschen entspricht. Dass Japan damit nur ein Sechstel seiner Kapazitäten nutzte, versuchte das Ministerium für Gesundheit, Arbeit und Soziales mit der Ermessensfreiheit der Ärzte zu erklären; so werde nicht jeder besorgte Patient automatisch auf eine Ansteckung mit dem Virus untersucht. Dieser Darstellung widerspricht eine Studie der Nihon ishi kai (japanisch 日本医師会, ‚Japanische Ärztekammer‘), laut der 290 von Ärzten angefragte Corona-Tests von Gesundheitsämtern abgelehnt wurden. Diese Fälle, in denen Ärzte Gesundheitsämtern einen Verdacht auf Ansteckung mitgeteilt hatten, lagen in einem Zeitraum von 20 Tagen. In den Begründungen an die Mediziner hieß es unter anderem, dass Lungenentzündungssymptome erst weiter beobachtet werden sollten oder die Abholung von Untersuchungsproben wegen Arbeitskräftemangel nicht möglich sei. Der Studie zufolge ist das vorherrschende Bezirkssystem nicht in der Lage, schnell genug zu reagieren, wobei jedoch immerhin die Anwendung der öffentlichen Krankenversicherung die Genehmigung eines Tests erleichtern würde. Laut Aussagen eines Mitarbeiters des Ministeriums hält Japan womöglich Infizierte von Tests auf das Virus ab, um das Gesundheitssystem für die Behandlung wirklich kritischer Fälle von COVID-19 zu reservieren.
Premierminister Abe äußerte am 7. April, der Staat werde sich bemühen, die Test-Kapazitäten auf bis zu 20.000 pro Tag zu erhöhen. In der Realität würden laut der Tageszeitung Asahi Shimbun aber höchstens 7800 Tests pro Tag durchgeführt. Nur vereinzelt würden lokale Behörden privaten Einrichtungen erlauben, solche Tests durchzuführen.
Am 16. April 2020 forderten Krankenhäuser in Kyōto in einer gemeinsamen Erklärung den Staat auf, die Krankenkassen auch Coronatests für Patienten zahlen zu lassen, die keine Symptome haben. Ärzten und Krankenschwestern drohe bei Operationen oder Geburten eine Infizierung, wenn Patienten ohne Symptome COVID-19 hätten.

### Infizierte
In den folgenden Statistiken sind die Daten des Kreuzfahrtschiffes Diamond Princess nicht enthalten. Die 3711 Passagiere und Crewmitglieder des Kreuzers waren im Hafen von Yokohama wegen eines SARS-CoV-2-Ausbruchs zwei Wochen lang unter Quarantäne gestellt worden, wobei sich die bestätigten Infektionen auf 712 und die bestätigten Todesfälle auf 7 Personen beliefen.

Bestätigte
Infizierte nach Daten der WHO. Oben kumuliert, unten Tageswerte

### Todesfälle

Bestätigte
Verstorbene nach Daten der WHO. Oben kumuliert, unten Tageswerte

## Auswirkungen

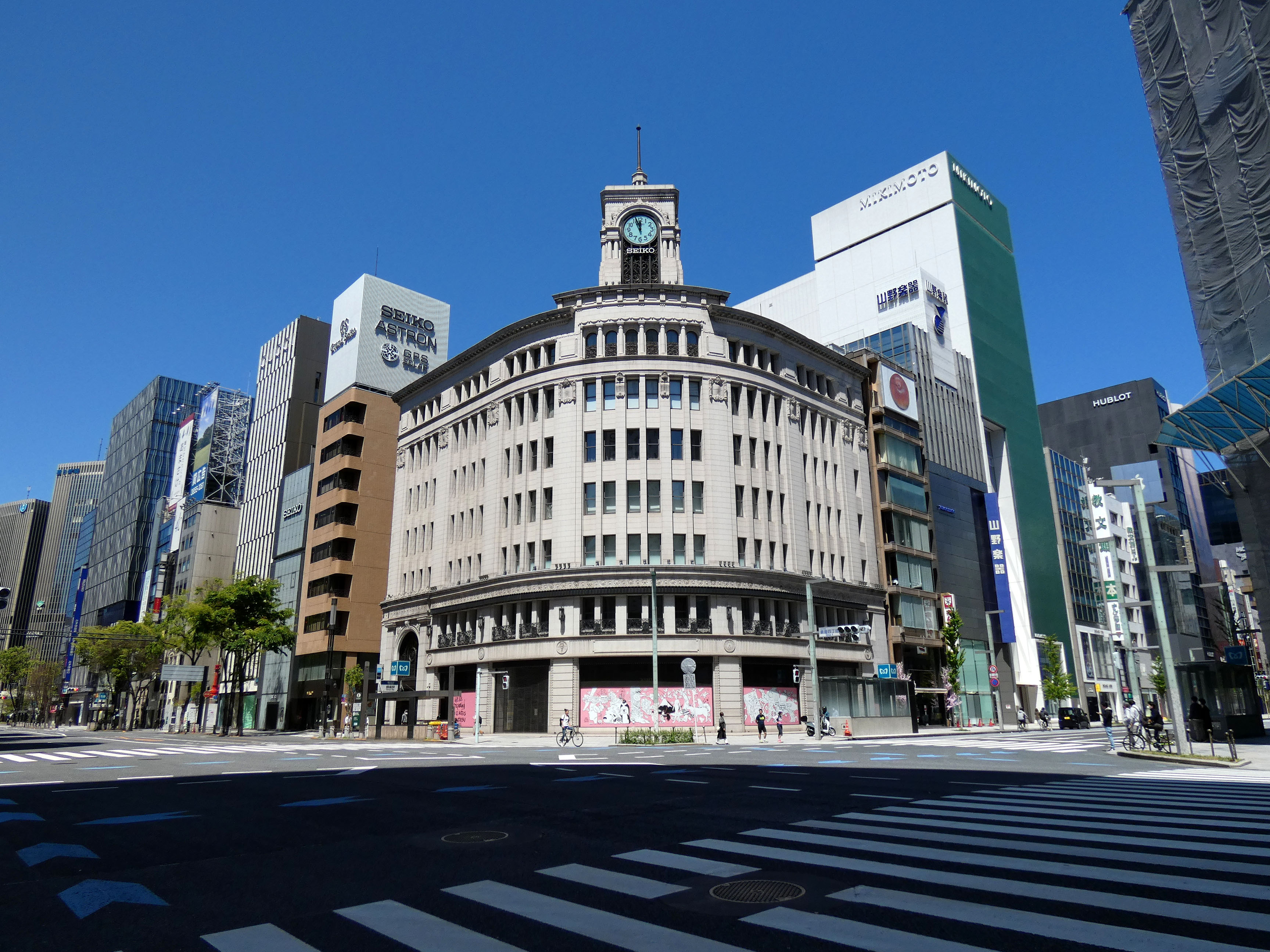
Nahezu leere Straßen vor dem Wakō-Kaufhaus in Ginza (19. April 2020)

Premierminister Shinzō Abe erklärte am 1. Februar 2020, das neuartige Coronavirus habe „erhebliche Auswirkungen auf den Tourismus, die Wirtschaft sowie die Gesellschaft im Allgemeinen.“ Gesichtsmasken waren im ganzen Land ausverkauft und der Vorrat an Masken war bereits einen Tag nach Eintreffen von Nachschub aufgebraucht. Das japanische Gesundheitssystem stand unter Druck, da die Nachfrage nach medizinischen Untersuchungen stark gestiegen ist. Chinesische Touristen haben von einem Anstieg von Diskriminierung berichtet. Ende Januar 2020 gab Gesundheitsminister Katsunobu Katō bekannt, dass das Ausmaß der Epidemie noch keine Absage von Massenveranstaltungen rechtfertige.
Die Luftfahrt, der Tourismus und der Einzelhandel haben erhöhte Umsätze verzeichnet, während einige herstellende Unternehmen über Störungen mit chinesischen Fabriken, der Logistik und Lieferketten meldeten. Premierminister Abe hat die Nutzung eines Notfall-Fonds in Erwägung gezogen, um die finanziellen Auswirkungen auf den Touristik-Sektor zu mildern. S&P Global merkte an, Reise- und Kosmetikunternehmen sowie der Einzelhandel seien am schlimmsten betroffen, da diese Wirtschaftssektoren stark vom chinesischen Tourismus beeinflusst seien. Der Videospielproduzent Nintendo teilte mit, dass die Produktion von in China produzierten Nintendo-Teilen stocke.
Ende Februar 2020 schloss das Tokyo Disney Resort seine Themenparks Tokyo Disneyland und Tokyo DisneySea. Die Universal Studios Japan gaben ihre Schließung bis zum 16. März bekannt.
Naomichi Suzuki, Gouverneur von Hokkaidō, rief angesichts der drastisch ansteigenden Infektionsfälle zwischenzeitlich den Notstand aus und bat die Einwohner, ihr Haus nicht zu verlassen.

### Sportveranstaltungen
Der Ausbruch des neuartigen Coronavirus hat große Auswirkungen auf den Sport in Japan. Die Olympischen Spiele, die von Juli bis August in Tokio stattfinden sollten, wurden Ende März 2020 um ein Jahr verschoben.
Auch der nationale Profisport ist vom Ausbruch des Coronavirus betroffen. Die Vorbereitungsspiele zur Nippon Professional Basketball und das Haru Basho, ein Turnier im Sumō, fanden unter Ausschluss der Öffentlichkeit statt, während die Saisonstarts der J1 League und der Top League komplett ausgesetzt oder auf einen späteren Zeitpunkt verschoben wurden.

### Unterhaltungsbranche
Shinzō Abe schlug am 26. Februar 2020 vor, für die kommenden zwei Wochen während des Ausbruchs des neuartigen Coronavirus sämtliche sportlichen, kulturellen oder anderen Großveranstaltungen abzusagen, zu verschieben oder in einem kleineren Rahmen auszutragen.
Am Tag darauf wurde die AnimeJapan, Japans größte Animemesse abgesagt. Einen Tag darauf kündigte das Legoland Japan Resort seine Schließung für drei Wochen an. Am 23. März 2020 öffnete das Resort mit verkürzten Öffnungszeiten wieder. Die Mitarbeiter müssen Gesichtsmasken tragen und sind mit Fiebermessern ausgestattet.
Auch die japanische Anime-Industrie hat mit den Folgen des Coronavirusausbruchs zu kämpfen. Viele Animationsstudios hatten aufgrund des Virus Personalmangel und mussten die Produktion herunterfahren, sodass Serien wie To Aru Kagaku no Railgun, Asteroid in Love oder A3! für eine Woche oder auf einen unbekannten Zeitraum verschoben wurden.
Am 25. März wurde bekannt, dass der Komiker Ken Shimura mit dem Coronavirus infiziert ist. Vier Tage später starb Shimura im Alter von 70 Jahren an einer Pneumonie infolge von COVID-19.

### Hilfsaktionen für China
Am 26. Januar 2020 spendeten japanische Einwohner Schutzmasken und schickten diese nach Wuhan. Die Liberal Digital Times aus Taiwan glaubt, dass es sich hierbei nicht um eine Spende aus Japan, sondern vielmehr um ein Geschäft handele. Laut Medienberichten des japanischen Konsulats in Chongqing war es eine Spende.
Am 3. Februar 2020 spendeten die Japan Pharmaceutical NPO Corporation, Japan Hubei Federation, Huobi Global und Incuba Alpha medizinisches Material an die Provinz Hubei. Eine Woche darauf sagte der Generalsekretär der Liberaldemokratischen Partei Japan (LDP), Toshihiro Nikai; die Lage auf dem chinesischen Festland habe sich verschlimmert; die LDP werde pro Mitglied 5.000 Yen aus den März-Mitgliedereinnahmen für die betroffenen Regionen spenden.

### Weitere Zwischenfälle
Mitte März starb ein 57-jähriger Japaner an den Folgen der COVID-19-Erkrankung, nachdem er Tage zuvor andere Menschen mit dem Virus hatte infizieren wollen. Wenige Tage vor seinem Tod leitete die Polizei ein Ermittlungsverfahren gegen ihn ein, nachdem eine Mitarbeiterin einer Kneipe, in der sich der bereits infizierte Mann trotz Ausgangssperre mehrere Minuten lang aufgehalten hatte, positiv auf das Coronavirus getestet worden war.

### Suizidrate
Die japanische Wirtschaftszeitung Tōyō Keizai berichtete Ende März 2020, wegen wirtschaftlicher Probleme sei die Suizidrate gestiegen. Unternehmen kündigten bereits unterschriebene Arbeitsverträge mit Universitätsabsolventen.
Zwischen dem 16. und 22. März 2020 wurden mehr als 30 Suizide gemeldet.
Es gibt in Japan eine Korrelation zwischen Arbeitslosenquote und Suizidrate.
Im April 2020 wurden 20 % weniger Suizide als im Vorjahr registriert. Als Gründe wurden weniger Stresssituationen aufgrund von Schulschließungen und weniger Pendlern vermutet.
Seit Juli 2020 wurde (Stand November 2020) ein signifikanter Anstieg der Anzahl von Suiziden festgestellt, so dass auch der seit ca. 10 Jahren andauernde Trend zu weniger Suiziden nach oben durchbrochen wurde. Am stärksten haben Frauen zu diesem Anstieg beigetragen.

## Maßnahmen

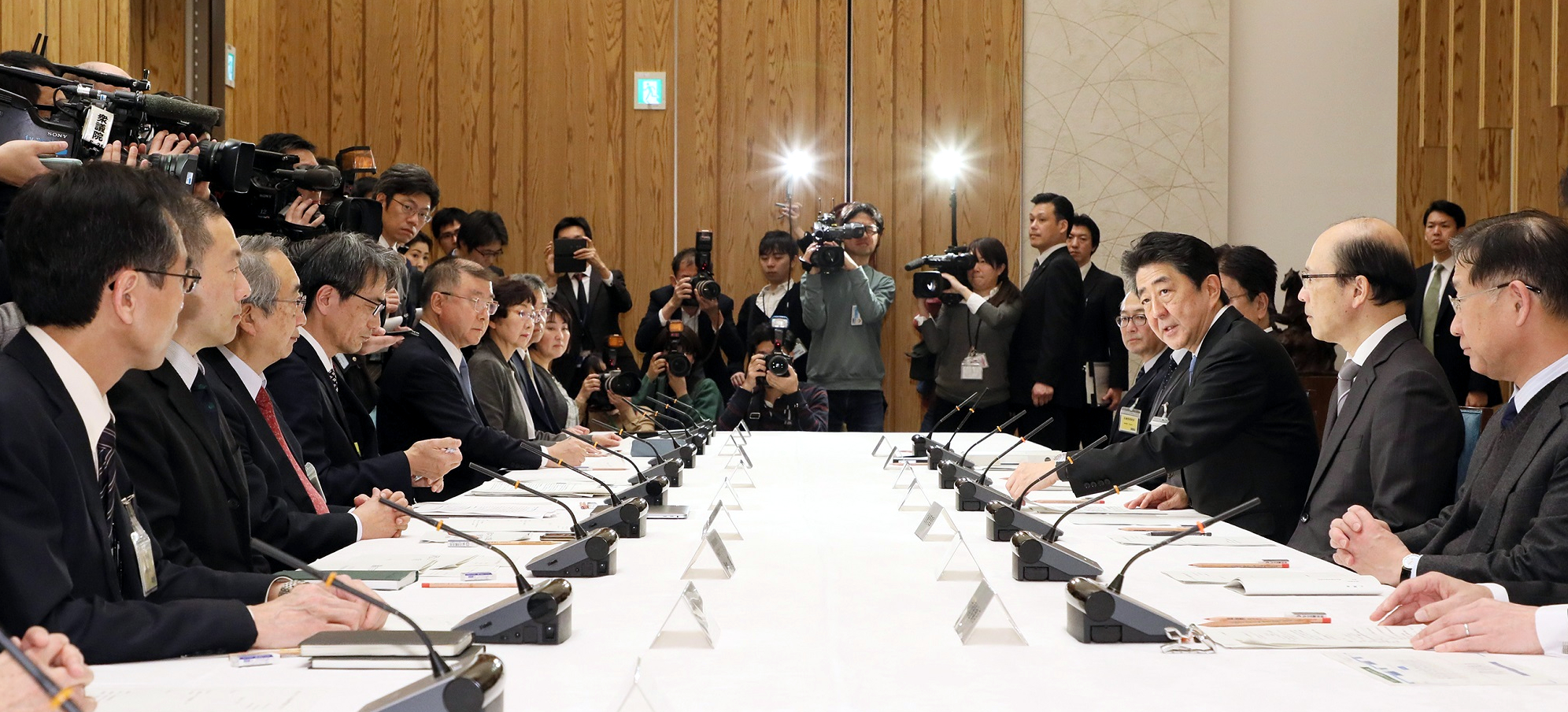
Premierminister Shinzō Abe leitet die erste Expertenrunde zum neuartigen Coronavirus am 16. Februar 2020

Zunächst verfolgte die Regierung eine Strategie der Eindämmung. Nach den Virusfällen auf dem Kreuzfahrtschiff Diamond Princess wurde eine Politik der Prävention und Behandlung verfolgt. Ein COVID-19-Testsystem wurde eingerichtet. Schließlich wurde zu einer Politik der „Milderung“ gewechselt. Ziel war das Abflachen der Kurve der Fallzahlen.
Am 27. Februar 2020 forderte Premierminister Shinzo Abe alle japanischen Grund-, Mittel- und Oberschulen auf, bis Anfang April zu schließen, um das Virus einzudämmen. Für den 10. März kündigte die japanische Regierung zudem zusätzliche Vorkehrungen an.
Es wurde ein Einreiseverbot für Menschen verhängt, die sich zuvor beispielsweise in bestimmten Provinzen Südkoreas, Italiens, des Irans und der Schweiz aufgehalten hatten. Zudem werden Reisende aus China, Südkorea und dem Schengen-Raum für 14 Tage unter Quarantäne gestellt und von der Benutzung öffentlicher Verkehrsmittel ausgeschlossen. Visa für die Bürger dieser Länder wurden für ungültig erklärt und Visabefreiungen für verschiedene Staaten aufgehoben. Der chinesische und südkoreanische Schiffs- und Flugverkehr für Passagiere wurde weitgehend eingestellt. Visa-Antragsteller werden fortan über ihre bisherigen und zukünftigen Reisen befragt, wobei Falschangaben mit Geld- und Freiheitsstrafen sowie einer Ausweisung aus Japan bestraft werden können. Die Nutzungszeiträume für laufende Visumsanträge wurden verlängert. Am 3. April wurden die Regeln verschärft. Es trat ein Einreiseverbot für Staatsangehörige aus 73 Staaten in Kraft. Die Quarantänebestimmungen wurden auf weltweite Einreisen erweitert und um eine Testpflicht ergänzt.

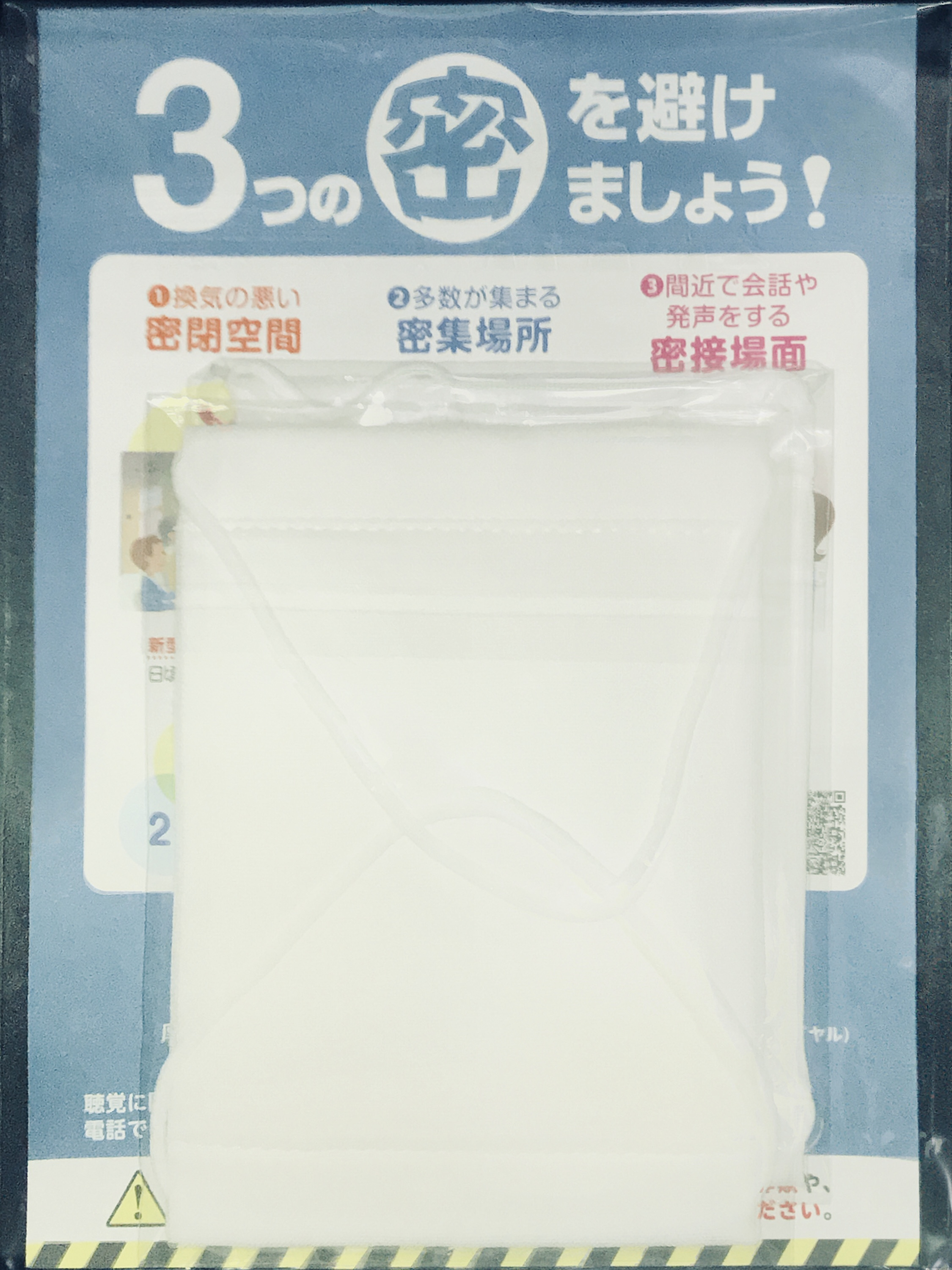
Eine Packung der von der Regierung bereitgestellten Masken. Auf dem beiliegenden Papier befindet sich eine Erläuterung des vom Gesundheitsministerium verwendeten Spruchs „Lasst uns die drei Mitsu vermeiden!“ (3つの密を避けましょう!, Mittsu no mitsu o sakemashō!), wobei „Mitsu“ (密) für Enge bzw. Dichte steht und in den Wörtern der drei zu vermeidenden Situationen „geschlossene Räume“ (密閉空間, mippei kūkan), „überfüllte Orte“ (密集場所, misshū basho) und „Situationen mit engem Kontakt“ (密接場面, missetsu bamen) vorkommt

Am 1. April 2020 gab Premierminister Abe bekannt, die Regierung werde jedem Haushalt zwei waschbare Masken zur Verfügung stellen. Die Lieferung der Masken begann am 17. April.
Am 7. April 2020 rief die Zentralregierung in sieben Präfekturen des Landes den Ausnahmezustand aus, darunter in der Präfektur Tokio. Grund dafür sei laut Premierminister Abe die deutliche Zunahme an Corona-Infektionen in den vergangenen Tagen. Die Maßnahme soll zunächst für einen Monat gelten. Neben Tokio sind die drei Nachbarpräfekturen Chiba, Kanagawa und Saitama sowie Osaka, Hyōgo und Fukuoka betroffen. Durch den Ausnahmezustand dürfen die Behörden der jeweiligen Präfekturen nun die Bürger anweisen, in ihren Häusern zu bleiben, sowie die Schließung von Schulen und anderen Einrichtungen verordnen. Am 16. April wurde der Ausnahmezustand auf alle Präfekturen ausgeweitet.
Am 15. April gab die Regierung bekannt, jede dauerhaft in Japan lebende Person könne aufgrund der wirtschaftlichen Einschränkungen eine Soforthilfe-Auszahlung in Höhe von 100.000 ¥ beantragen. Zuvor hatte Abe vorgesehen, in Notlagen geratene Haushalte mit 300.000 ¥ zu unterstützen, was jedoch vom Koalitionspartner Kōmeitō, der eine bedingungslose Auszahlung von 100.000 ¥ forderte, abgelehnt wurde. Der Kōmeitō-Vorsitzende Natsuo Yamaguchi hatte Abe am 15. April einen Koalitionsbruch für den Fall angekündigt, dass der Kōmeitō-Vorschlag nicht durchgesetzt werden sollte.
Mitte April 2020 war das japanische System, Infektionscluster einzeln nachzuverfolgen und gezielt zu bekämpfen, an der schnelleren Ausbreitung des Virus gescheitert. Unter dem Einfluss der COVID-19-Patienten und mit etwa 13,5 Betten auf Intensivstationen pro 100.000 Einwohnern (Angabe des Gesundheitsministeriums; zum Vergleich: in Deutschland stehen etwa 29,2 Betten auf Intensivstationen pro 100.000 Einwohnern zur Verfügung, in Italien liegt der Wert bei 12,5 Betten) kam es bei einigen Krankenhäusern zu Engpässen, sodass Patienten mit nicht COVID-19-bezogenen Erkrankungen abgewiesen wurden. Mitte April machten Experten eine mangelhafte Vorbereitung des Gesundheitssystems auf das Virus als eine der Ursachen für den stärkeren Anstieg der Infektionen aus. Die Regierung versicherte sich unterdessen der Hilfe der Konzerne Sony und Toyota um Beatmungsgeräte zu beschaffen.
Am 4. Mai 2020 kündigte Premierminister Abe an, den Ausnahmezustand bis zum 31. Mai zu verlängern. Am 24. Mai wurde der Ausnahmezustand landesweit aufgrund der rückgängigen Anzahl von Neuinfizierten vorzeitig aufgehoben.

## Öffentliche Wahrnehmung
Es gab Ende März 2020 verschiedene Theorien für die bis dahin vergleichsweise geringen Fallzahlen in Japan. So wurden zum Beispiel die kulturell bedingte soziale Distanz und das als normal betrachtete Tragen des Mundschutzes als mögliche Gründe für die langsame Verbreitung des Virus betrachtet. Der Arzt und NGO-Leiter Masahiro Kami (japanisch 上 昌広) kritisierte im Februar 2020, dass wegen zu enger Testkriterien die Testkapazität nicht ausgeschöpft werde und daher viele Infektionen nicht erkannt würden. Er zog einen Vergleich zu Südkorea, wo man täglich so viele Tests durchführe wie Japan insgesamt, und schätzte die Dunkelziffer der infizierten Japaner um das 30-fache höher. In der Vorgehensweise der Regierung wurde auch ein Versuch gesehen, die Olympischen Sommerspiele 2020, die ab Ende Juli in Tokio stattfinden sollten, vor einer Absage zu bewahren. 70 % der japanischen Bevölkerung hatten sich gegen die geplante Durchführung der Spiele ausgesprochen.